# 193 a. C.
El año 193 a. C. fue un año del calendario romano prejuliano. En el Imperio romano, fue conocido como el año 561 Ab Urbe condita.

## Acontecimientos
- El rey de Egipto Ptolomeo V se casa con la princesa seléucida de Siria Cleopatra, hija de Antíoco III Megas del Imperio seléucida.
- Hispania Romana: El cónsul Marco Fulvio Flaco, vence a una confederación de Vacceos, Carpetanos y Celtíberos en Toletum, (Toledo), preludio de las guerras celtíberas. Pretores de Hispania: Cayo Flaminio (Hispania Citerior) y Marco Fulvio Nobilior (Hispania Ulterior). Se realizan operaciones en las fronteras de las dos provincias.[1]
- Marco Porcio Catón funda el pueblo de Belsino ( Viver en la actualidad )